# Kalvtjärnen (Hällefors socken, Västmanland)
Kalvtjärnen är en sjö i Hällefors kommun i Västmanland och ingår i Göta älvs huvudavrinningsområde.